# Roberto Soundy
Roberto Soundy (ur. 4 marca 1900 w San Salvador, zm. 5 października 1990 tamżę) – salwadorski strzelec, olimpijczyk.
Brał udział w Letnich Igrzyskach Olimpijskich 1968 (Meksyk). Startował tylko w trapie, w którym zajął przedostatnie, 54. miejsce.

## Wyniki olimpijskie
| Igrzyska | Konkurencja | Wynik       | Miejsce | Źródło |
| -------- | ----------- | ----------- | ------- | ------ |
| IO 1968  | Trap        | 125 punktów | 54.     | [ 2 ]  |